# Vestenskov Kirke
Vestenskov Kirke er den lollandske landsby Vestenskovs sognekirke og ligger i Vestenskov Sogn i Lolland-Falsters Stift.
Kirken er opført i røde munkesten over flere omgange. Den ældste del af kirken er koret og den østligste halvdel af skibet, som er bygget i den senromanske periode mellem år 1250 og 1300. Mens kirken nu har et hvidt hvælvet loft, var loftet dengang et fladt plankeloft.
I gotisk tid, i løbet af 1400-tallet, blev kirken om- og udbygget, som det kan ses på kirkens udvendige murværk. Skibet blev udvidet mod vest og dets længde blev næsten fordoblet. Foran indgangen i sydsiden blev der opført et våbenhus, og på korets nordside blev kirken udvidet med et sakristi. Inde i kirken blev der bygget hvælv i kor og skib. Kirkens udvidelser blev sandsynligvis finasieret af det blomstrende sildefiskeri på Albuen, som dengang hørte under Vestenskov sogn. De små romanske vinduer blev muret til, mens kvindernes indgang mod nord blev sløjfet og senere erstattet af et vindue.
Døbefonten i Vestenskov kirke er ligeledes gammel og bærer præg af århundredernes slid og skriftende moder. Den lavet om på adskillige gange og har været pyntet på mange forskellige måder. Af synsforrentningen, der blev protokolført i 1883 fremgår det at: "Døbefonten, som er sandsten, må renses og bringes tilbage til sin oprindelige form." Det skete dog først i 2007, da kirken gennemgik en større indvendig restaurering. Selve kummen menes at være et gotlandsk arbejde. Dåbsfadet er fra omkring 1575. Det har et billede af en ørn i bunden, omgivet af borter og små blomster og med en indskrift, der fortæller at fru Øllegaard Pentz til Rudbjerggaard har doneret den.
Altertavlen er i renæssancestil og fra 1590' erne, men er stærkt omdannet. Midt i tavlen er indsat et stort maleri af nadveren fra omkring 1650.
Prædikestolen er fra 1627. I fire nicher står Johannes, Kristus, Markus og Lukas, mens Matthæus mangler. På den underste del er anbragt vældigt tidsypiske englehoveder, såkaldte diademhoveder.
Over indgangsdøren hænger et epitafium (gravminde) fra omkring 1610. Indskriften er nu forsvundet, og det vides ikke længere, hvem epitafiet er sat op for, så de personerne i storfeltet er ophøjet ukendte.
I 2007 er et nyt antependium opsat, vævet af kunstneren Dorthe Sigsgaard. Dets stil kan betegnes som postmodernistisk naivistisk naturalisme og viser morgenrøden over stranden. Antependiummet lyser op med sine karakteristiske klare farver i kirken.
Uden for kirken står et sort tårn af træ. Det er den typiske lollandske klokkestabel, der står ved siden af kirken i stedet for at være bygget som et spir på kirken, som ellers er typisk i resten af landet.